# Rebelution (gruppo musicale)
I Rebelution sono un gruppo musicale reggae-world statunitense originario di Santa Barbara (California) e attivo dal 2004.

## Formazione
Attuale
- Eric Rachmany - chitarre, voce
- Marley D. Williams - basso
- Rory Carey - tastiere
- Wesley Finley - batteria

Membri live
- Khris Royal - sassofono, percussioni
- Zach Meyerowitz - tromba

Ex membri
- Matt Velasquez (aka Matt Lucca / Drum Major Instinct) - chitarre, voce

## Discografia

### Album
- Courage to Grow (2007)
- Bright Side of Life (2009)
- Peace of Mind (2012)
- Count Me In (2014)
- Count Me In Acoustic (2015)
- Falling Into Place (2016)

### EP
- Rebelution (2006)
- Remix EP (2011)
- Count Me In Remix EP (2015)